# 牛尾七
牛尾七（学名：Rheum forrestii）为蓼科大黄属下的一个种。

## 扩展阅读
- 維基物種上的相關：牛尾七